# Hortus
Hortus - (łac.) część ogrodu rzymskiego w domu mieszkalnym. Porównaj z Tablinum, oraz Atrium, a także Impluvium.